# Pedurungan Tengah
Pedurungan Tengah is een bestuurslaag in het regentschap Semarang van de provincie Midden-Java, Indonesië. Pedurungan Tengah telt 13.612 inwoners (volkstelling 2010).